# Menècrates (poeta)
Menècrates (Menecrates, Menekrátes Μενεκράτης) fou un poeta còmic grec esmentat únicament a Suides que diu δράματα αὐτοῦ Μανέκτωρ ὴ Ἑρμιονεύς, on el plural δράματα suggereix l'alteració de  ἢ a καί. Μανέκτωρ és òbviament una abreviació de Μάνης Ἕκτωρ un títol que sembla pertànyer a la comèdia mitjana.